# 联合左翼 (希腊)
联合左翼（希臘語：Ενωμένη Αριστερά，Enomeni Aristera）是希腊历史上的一个左翼选举联盟。该联盟成立于1974年，由希腊共产党、希腊共产党（国内派）和统一民主左翼组成。该联盟的意识形态是共产主义、欧洲共产主义、民主社会主义。1977年，该联盟解散。